# Motociklistična Velika nagrada Švedske
Motociklistična Velika nagrada Švedske je bila motociklistična dirka svetovnega prvenstva med sezonama 1958 in 1990.

## Zmagovalci
| Leto | Dirkališče   | 80 cm³            | 125 cm³            | 250 cm³           | 350 cm³           | 500 cm³           | Poročilo |
| ---- | ------------ | ----------------- | ------------------ | ----------------- | ----------------- | ----------------- | -------- |
| 1990 | Anderstorp   |                   | Hans Spaan         | Carlos Cardús     |                   | Wayne Rainey      | Poročilo |
| 1989 | Anderstorp   |                   | Alex Crivillé      | Sito Pons         |                   | Eddie Lawson      | Poročilo |
| 1988 | Anderstorp   |                   | Jorge Martínez     | Sito Pons         |                   | Eddie Lawson      | Poročilo |
| 1987 | Anderstorp   |                   | Fausto Gresini     | Anton Mang        |                   | Wayne Gardner     | Poročilo |
| 1986 | Anderstorp   |                   | Fausto Gresini     | Carlos Lavado     |                   | Eddie Lawson      | Poročilo |
| 1985 | Anderstorp   |                   | August Auinger     | Anton Mang        |                   | Freddie Spencer   | Poročilo |
| 1984 | Anderstorp   |                   | Fausto Gresini     | Manfred Herweh    |                   | Eddie Lawson      | Poročilo |
| Leto | Dirkališče   | 50 cm³            | 125 cm³            | 250 cm³           | 350 cm³           | 500 cm³           | Poročilo |
| 1983 | Anderstorp   |                   | Bruno Kneubühler   | Christian Sarron  |                   | Freddie Spencer   | Poročilo |
| 1982 | Anderstorp   |                   | Ivan Palazzese     | Roland Freymond   |                   | Takazumi Katayama | Poročilo |
| 1981 | Anderstorp   |                   | Ricardo Tormo      | Anton Mang        |                   | Barry Sheene      | Poročilo |
| 1979 | Karlskoga    |                   | Pier Paolo Bianchi | Graziano Rossi    |                   | Barry Sheene      | Poročilo |
| 1978 | Karlskoga    |                   | Pier Paolo Bianchi | Gregg Hansford    | Gregg Hansford    | Barry Sheene      | Poročilo |
| 1977 | Anderstorp   | Ricardo Tormo     | Angel Nieto        | Mick Grant        | Takazumi Katayama | Barry Sheene      | Poročilo |
| 1976 | Anderstorp   | Angel Nieto       | Pierpaolo Bianchi  | Takazumi Katayama |                   | Barry Sheene      | Poročilo |
| 1975 | Anderstorp   | Eugenio Lazzarini | Paolo Pileri       | Walter Villa      |                   | Barry Sheene      | Poročilo |
| 1974 | Anderstorp   | Henk van Kessel   | Kent Andersson     | Takazumi Katayama | Teuvo Länsivuori  | Teuvo Länsivuori  | Poročilo |
| 1973 | Anderstorp   | Jan de Vries      | Börge Jansson      | Dieter Braun      | Teuvo Länsivuori  | Phil Read         | Poročilo |
| 1972 | Anderstorp   | Jan de Vries      | Angel Nieto        | Rod Gould         | Giacomo Agostini  | Giacomo Agostini  | Poročilo |
| 1971 | Anderstorp   | Angel Nieto       | Barry Sheene       | Rod Gould         | Giacomo Agostini  | Giacomo Agostini  | Poročilo |
| 1961 | Kristianstad |                   | Luigi Taveri       | Mike Hailwood     | František Šťastný | Gary Hocking      | Poročilo |
| 1959 | Kristianstad |                   | Tarquinio Provini  | Gary Hocking      | John Surtees      |                   | Poročilo |
| 1958 | Hedemora     |                   | Alberto Ganadossi  | Horst Fügner      | Geoff Duke        | Geoff Duke        | Poročilo |